# ۵۸۴ (خورشیدی)
۵۸۴ پانصد و هشتاد و چهارمین سال هجری خورشیدی است.